# FA女子プレミアリーグ・ナショナルディヴィジョン
FA女子プレミアリーグ・ナショナルディヴィジョン（英: FA Woman's Premier League National Division）は、1992年設立のイングランド女子サッカーリーグを指す。かつてイングランドサッカー協会により開催され、FA女子プレミアリーグにおいては最上位（実質2部相当）に位置していた。
2012-13シーズンをもってFA女子選手権に移行される形で廃止された。

## 昇格・降格
リーグ終了時、10位以下の下位2チームが下部のカテゴリーである、ノーザンディヴィジョンとサザンディヴィジョンのいずれかに自動降格する。（本拠地の位置によって来シーズンの所属リーグが異なるため）
ノーザンディヴィジョンとサザンディヴィジョンからは、各リーグの優勝クラブ計2チームがそれぞれ自動昇格する。

## 歴代優勝クラブ
- 1991-1992 ドンカスター・ローヴァーズ・ベルズ
- 1992-1993 アーセナル
- 1993-1994 ドンカスター・ローヴァーズ・ベルズ
- 1994-1995 アーセナル
- 1995-1996 クロイドン（現：チャールトン・アスレティック）
- 1996-1997 アーセナル
- 1997-1998 エヴァートン
- 1998-1999 クロイドン
- 1999-2000 クロイドン
- 1998-2001 アーセナル
- 2001-2002 アーセナル
- 2002-2003 フラム
- 2003-2004 アーセナル
- 2004-2005 アーセナル
- 2005-2006 アーセナル
- 2006-2007 アーセナル
- 2007-2008 アーセナル
- 2008-2009 アーセナル
- 2009-2010 アーセナル

## 歴代昇格クラブ
| シーズン  | ノーザンディヴィジョン       | サザンディヴィジョン           |
| --------- | ---------------------------- | ------------------------------ |
| 1998-1999 | アストン・ヴィラ             | レディング・ロイヤルズ         |
| 1999-2000 | サンダーランド               | ベーリー・タウン               |
| 2000-2001 | リーズ・ユナイテッド         | ブライトン＆ホーヴ・アルビオン |
| 2001-2002 | バーミンガム・シティ         | フラム                         |
| 2002-2003 | アストン・ヴィラ             | ブリストル・ローヴァーズ       |
| 2003-2004 | リヴァプール                 | ブリストル・シティ             |
| 2004-2005 | サンダーランド               | チェルシー                     |
| 2005-2006 | ブラックバーン・ローヴァーズ | カーディフ・シティ             |
| 2006-2007 | リヴァプール                 | ワトフォード                   |
| 2007-2008 | ノッティンガム・フォレスト   | フラム                         |

## 歴代スポンサー
- AXA - 保険・金融グループ （unthil - 2004）
- ネイションワイド・ビルディング・ソシエティ - 住宅金融組合 （2004 - 2007）
- テスコ - 大手小売業者 （2007 - ?）